# Fylkesväg 6878
Fylkesväg 6878 är en sekundär fylkesväg som går mellan Levanger och Buran i Levangers kommun i Trøndelag fylke i Norge. Vägen är 13,8 kilometer lång.

## Korsande vägar
- Fylkesväg 6876
- Fylkesväg 6880
- Fylkesväg 6884
- Fylkesväg 6882